# Marco Minnemann
Marco Minnemann est un batteur, guitariste et compositeur allemand de rock progressif et de metal né le 24 décembre 1970. Il joue avec Jordan Rudess et Tony Levin dans le trio Levin Minnemann Rudess, avec Guthrie Govan et Bryan Beller dans le trio The Aristocrats ou encore avec Steven Wilson. Il accompagne également Joe Satriani à la batterie et Paul Gilbert..

## Biographie
En 2007, il rejoint le groupe de metal Necrophagist.
Depuis 2013, il participe aux tournées de Joe Satriani.
En 2013, il fonde avec Tony Levin et Jordan Rudess le trio Levin Minneman Rudess.
En 2015 il enregistre 3 EPs avec le projet metal instrumental progressif Plini.

## Discographie
- 2000 : Comfortably Homeless
- 2013 : Levin-Minnemann-Rudess de Levin-Minnemann-Rudess, Lazy Bones Records
- 2013 : The Raven That Refused to Sing (And Other Stories) de Steven Wilson
- 2014 : EEPS, Lazy Bones Records
- 2015 : Above the Roses
- 2015 : Hand. Cannot. Erase. de Steven Wilson
- 2016 : From The Law Offices of de Levin-Minnemann-Rudess, Lazy Bones Records
- 2016 : Schattenspiel

### En tant qu'invité
- 2023 : Mohini Dey, Mohini Dey

## Ouvrages
- Extreme Interdependence
- Maximum Minnemann

## Videos
- Extreme Drumming